# Khandro Rinpocze
Khandro Rinpocze (ur. 19 sierpnia 1967 w Kalimpongu, Indie, imię nadane po urodzeniu: Tsering Paldrön) – jest znaną i cenioną nauczycielką buddyzmu tybetańskiego szkół kagju i ningma. 
Khandro Rinpocze urodziła się w rodzinie Mindrolinga Rinpocze, lamy ze szkoły ningma. XVI Karmapa Rangdziung Rigpe Dordże, po konsultacji z Dilgo Czientse Rinpocze, oznajmił rodzicom nowo narodzonej dziewczynki, że jest ona wcieleniem jogini Khandro Ordzien Tsolmo (Wielkiej Dakini z Tsurphu, jednej z partnerek XV Karmapy Khacziaba Dordże).

## Dorastanie i edukacja
Kiedy Khandro Rinpocze podrosła, mniszki, uczennice poprzedniej Khandro Rinpocze, poprosiły XVI Karmapę o intronizowanie nowego wcielenia swojej nauczycielki, która w tybetańskiej siedzibie Karmapów, klasztorze Tsurphu, opiekowała się zgromadzeniem żeńskim. Według Judith Simmer-Brown, autorki książki "Dakini's Warm Breath", była to prośba niecodzienna, ponieważ w Tybecie zwykle nie intronizowano jogiń-kobiet, ani nie rozpoznawano ich oficjalnie jako tulku, nie otrzymywały też formalnego klasztornego wykształcenia, ani nie oczekiwano od nich pełnienia oficjalnych obowiązków, nie dysponowały też swoimi labrangami.
Khandro Rinpocze została intronizowana w 1976 roku w Kalimpongu. Judith Simmer-Brown w "Dakini's Warm Breath" zwraca uwagę na pewną kontrowersję jaka powstała wokół tego faktu. Otóż Mindroling Rinpocze oraz inni tulku ze szkoły ningma chcieli, żeby Khandro Rinpocze była traktowana jako dzierżawca tej szkoły. Nadali jej wysoką pozycję w linii minling uznając ją za wcielenie jogini Mingjur Paldron, która żyła w XVIII wieku. Natomiast lamowie kagju widzieli w niej tulku ze szkoły kagju i chcieli sprowadzić dziewczynkę do Rumteku, siedziby XVI Karmapy na uchodźstwie w Indiach. Rozbieżność ta ciągnęła się latami i zaskutkowała trzema oddzielnymi intronizacjami, które zaspokoiły roszczenia wszystkich zainteresowanych stron.
Początkowo, kiedy rodzice Khandro Rinpocze mieszkali jeszcze w Sikkimie, XVI Karmapa regularnie odwiedzał Khandro Rinpocze w jej rodzinnym domu i przekazywał jej nauki. Później Rinpocze studiowała przez pewien czas podstawy nauk szkoły kagju w Rumteku, również pod okiem XVI Karmapy. Była jedyną dziewczynką uczącą się pośród wszystkich mnichów.
Khandro Rinpocze dorastała w Dehradun, stolicy stanu Uttarakhand, dokąd wyprowadzili się z okolic Rumteku jej rodzice. Otrzymała tam formalne klasztorne wykształcenie w klasztorze Mindroling. Jej głównymi nauczycielami z tego okresu byli, poza jej ojcem, inni lamowie szkoły njingma: Dagpo Tulku, Gjaltse Tulku, Khenpo Czoczo, a później Tulku Urdzien Rinpocze. Na prośbę Karmapy, Dilgo Czientse oraz swojej matki uczyła się również w szkole misyjnej prowadzonej przez chrześcijańskie zakonnice w Dehradun.
Mówi płynnie po angielsku, tybetańsku i w hindi. Z indyjskich szkół St. Joseph's Convent, Wynberg Allen oraz St. Mary's Convent wyniosła zachodnie wykształcenie.

## Działalność
Od 1993 roku Khandro Rinpocze prowadzi żeńskie zgromadzenie w Mussoorie, gdzie założyła żeński klasztor Samten Tse związany z linią minling szkoły ningma. Ponadto od 1987 roku podróżuje udzielając nauk w Europie, Ameryce Północnej i Azji Południowo-wschodniej. Jest nauczycielem rezydentem w ośrodku buddyjskim Lotus Garden Retreat w Wirginii, USA. Aktywnie uczestniczy w sprawach związanych z administracją klasztoru Mindroling w Dehradun w Indiach.
W Polsce ukazała się jej książka "Nasze cenne życie".